# Pristimantis adiastolus
Pristimantis adiastolus es una especie de anfibio anuro de la familia Craugastoridae. Esta especie es endémica del Departamento de Pasco en Perú. Se distribuye entre los 900 y los 1200 m de altitud sobre la vertiente de la cordillera Yanachaga. Solo se conoce un espécimen de la especie. El macho holotipo mide 28 mm.

## Publicación original
- Duellman & Hedges, 2007 : Three new species of Pristimantis (Lissamphibia, Anura) from montane forests of the Cordillera Yanachaga in central Peru. Phyllomedusa, vuelo. 6, no 2, p. 119-135 (texto integral).